# Лейн, Нил
Нил Фрэ́нсис Лейн (англ. Neal Francis Lane, род. 22 августа 1938, Оклахома-Сити, США) — американский физик. Университетский профессор Университета Райса. Директор Национального научного фонда в 1993—1998 годах.

## Биография
Степень доктора философии получил в Университете Оклахомы. В 1966 году получил должность ассистент профессора в Университете Райса. В 1972 году там же получает должность полного профессора. С 1979 параллельно работает на посту директора отделения физики в Национальном научном фонде. В 1984 году покидает Райс, чтобы возглавить Колорадский университет в Колорадо-Спрингс. В 1986 году возвращается в Райс на должность ректора.
В октябре 1993 года опять покидает Райс, на этот раз чтобы стать директором Национального научного фонда, который он возглавлял до 1998 года. После этого входил в состав Исполнительного офиса Президента США при Клинтоне. В январе 2001 года после окончания срока полномочий Клинтона вновь вернулся в Райс, где читал лекции по физике и государственной политике, ныне один из немногих его Университетских профессоров.
Фелло Американской академии искусств и наук (1995) и Американской ассоциации содействия развитию науки, а также Американского физического общества и AWIS (1997). Член Техасского философского общества (2006). В 1996—2015 гг. член Cosmos Club.

## Награды
- George R. Brown Prize for Superior Teaching Университета Райса (1973, 1976)
- Distinguished Service Award, National Association of Biology Teachers[англ.] (1997)
- President’s Award, ASME (1999)
- Public Service Award, Американское химическое общество (1999)
- Support of Science Award, Council of Science Societies Presidents (2000)
- AAAS Philip Hauge Abelson Prize[англ.] (1999)
- NASA Distinguished Service Medal (2000)
- AAAS William D. Carey Award (2001)
- Public Service Award, American Mathematical Society, American Astronomical Society, American Physical Society (2001)
- Distinguished Alumni Award, University of Oklahoma (2002)
- Медаль Комптона, Американский институт физики (2009)
- Public Welfare Medal, Национальная академия наук США (2009)[1]
- Association of Rice Alumni Gold Medal (2009)
- Distinguished Friend of Science Award, Southeastern Universities Research Association (SURA) (2011)
- Премия Вэнивара Буша (2013)